# Everton F.C. Intelligensia
Everton F.C. Intelligensia is een videospel dat in 1990 werd uitgegeven door Amfas Computer Software. Het spel kwam uit voor de Commodore Amiga en de Atari ST. Het spel is een educatief sportspel waarbij de speler vragen moet beantwoorden